# 虹 (フジファブリックの曲)
「虹」（にじ）は、日本のバンド、フジファブリックの通算5枚目のシングル。

## 解説
- 志村曰く「変われるキッカケを作ってくれる曲。」
- 四季盤とは打って変わり、巧妙さよりも軽快さを重視した8ビートのナンバーになっている。

## 楽曲解説
1. 虹
  - 発売後の2018年、「バウムクーヘン」と共に映画『虹色デイズ』の挿入歌に起用された。
2. ダンス2000
  - インディーズ時代の楽曲のリメイクバージョン。
    - 2度目のリメイクで、1度目は「アラモルト」に収録されている（初めての収録は「アラカルト」）。

## 収録内容
| 全作詞・作曲: 志村正彦、全編曲: フジファブリック。 |                |          |            |      |
| #                                                  | タイトル       | 作詞     | 作曲・編曲 | 時間 |
| 1.                                                 | 「虹」         | 志村正彦 | 志村正彦   | 4:41 |
| 2.                                                 | 「ダンス2000」 | 志村正彦 | 志村正彦   | 4:40 |
| 合計時間:                                          | 合計時間:      | 9:21     |            |      |